# Interkulturelle Führung
Ist eine Führungskraft damit beauftragt, Mitarbeiter aus einer anderen Kultur zu führen, trägt interkulturelle Kompetenz maßgeblich dazu bei, dass Kommunikation und Interaktion zum gewünschten Erfolg führen. Eine interkulturelle Führung bezieht bei der Anwendung von Führungsstilen, Führungsinstrumenten und Führungsleitlinien den interkulturellen Kontext, in dem die Mitarbeiterführung stattfindet, mit ein.

## Begriffsbestimmung
Unter Führung wird allgemein das Einwirken auf eigenes und fremdes Handeln verstanden (Menschenführung). In der Organisationspsychologie kann man Führung als „unmittelbare, absichtliche und zielbezogene Einflussnahme durch Inhaber von Vorgesetztenpositionen auf Unterstellte mittels Kommunikation“ verstehen. Der Begriff interkulturell bezieht sich auf das Aufeinandertreffen von Menschen zweier oder mehrerer Kulturen, bei denen die Beteiligten auf unterschiedliche Konventionen, Einstellungen und Verhaltensformen zurückgreifen und die der anderen Seite als fremd erleben.
Der Begriff der Interkulturellen Führung beschreibt also die Führung von Mitarbeitern im kulturellen Kontext. Dies kann zum einen die Beziehung zwischen Führungskraft und Mitarbeiter im Außenverhältnis (Entsandtkräfte in Auslandsgesellschaften, Führungsaufgabe im Ausland) und zum anderen Interaktionen im Innenverhältnis (z. B. Bildung eines multikulturellen Teams, Fusion zweier Unternehmen mit Standorten in verschiedenen Ländern) betreffen.
Die Mitarbeiter eines Unternehmens, sei es im In- oder Ausland, werden immer von der jeweiligen Organisationskultur – einem Gefüge von Grundannahmen, die innerhalb einer Organisation und damit auch innerhalb einer Kultur – beeinflusst. Das Denken, Bewerten, Empfinden und alltägliche Handeln der Mitarbeiter ist daher kulturell geprägt.

## Interkulturelle Führungssituationen
Als typische interkulturelle Führungssituationen zählen die Auswahl und Beurteilung für internationale Aufgaben, die Integration von Mitarbeitern in multi-kulturelle Arbeitsgruppen, die Steuerung der interkulturellen Kommunikation im Unternehmen, die Moderation in interkulturell bedingten Konfliktsituationen, die Förderung der interkulturellen Kompetenzen der Mitarbeiter oder die Vorbereitung von Mitarbeitern für Aufgaben im internationalen Kontext.

## Führungsstile im internationalen Umfeld
Verschiedene Führungsstile, die sich in der Arbeitspsychologie zwischen einem autoritären Führungsstil und einem kooperativ-partizipativen Führungsstil bewegen, werden in verschiedenen Ländern, je nach dem dort herrschenden Menschenbild und der kulturellen und gesellschaftlichen Prägung der Mitarbeiter, unterschiedlich bewertet:
In Spanien und Frankreich ist laut einer internationalen Studie ein eher autoritärer Führungsstil von Vorteil. Denn hier erwarten Mitarbeiter von ihrem Vorgesetzten genau gesagt zu bekommen, was sie zu tun haben. In Entscheidungsprozessen nach ihrer Meinung gefragt zu werden, ist für sie nur wenig motivierend und wird dem Chef eher als Führungsschwäche ausgelegt. Vor diesem Hintergrund erscheint es selbstverständlich, dass viele französische und spanische Unternehmen auf einer starken Hierarchisierung basieren, die allgemein akzeptiert ist. Ganz anders wird Führung in Schweden und den skandinavischen Nachbarländern definiert, wo Gleichheit und Solidarität wichtige gesellschaftliche Grundpfeiler darstellen. Hier pflegen Vorgesetzte ein partnerschaftliches Verhältnis zu ihren Mitarbeitern und fordern Partizipation ein. Es werden teamorientierte Führungskräfte bevorzugt, die lediglich grobe Handlungsrichtlinien vorgeben und für Gleichbehandlung und ein gutes Betriebsklima sorgen. In Polen und den meisten anderen osteuropäischen Ländern spielt die persönliche Ebene bei der Führung von Mitarbeitern eine bedeutende Rolle: Für nahezu alle Mitarbeiter eines Unternehmens ist die Zusammenarbeit mit dem Vorgesetzten für ihre Arbeitszufriedenheit mitentscheidend. In vielen asiatischen Ländern streben die Mitarbeiter vor allem nach Harmonie, die unter anderem durch die Unterordnung gegenüber dem Vorgesetzten und seine Autorität gewahrt wird. Angestellte aus Japan, Taiwan und Südkorea sehen sich im internationalen Vergleich daher am wenigsten in der Lage, ihren Vorgesetzten auch einmal zu kritisieren, wenn sie unterschiedlicher Auffassung sind. Die chinesischen Befragten finden zudem, dass Vorgesetzte vor allem nach Konsens streben sollten. Die deutschen Arbeitnehmer erwarten von ihren Chefs Entschlusskraft und Durchsetzungsfähigkeit. Ähnlich wie die Schweden arbeiten auch sie gerne selbstverantwortlich und möchten einen ausreichenden Entscheidungs- und Handlungsspielraum.
Daneben zeigen empirische Analysen von rund 200 kulturvergleichenden Untersuchungen, dass die Effizienz des Führungsstils stark von den kulturell geprägten Partizipationserwartungen der Mitarbeiter abhängig ist. Steigt die subjektiv erwartete Diskrepanz zwischen den Partizipationserwartungen der Mitarbeiter und dem Führungsstil des Vorgesetzten, nimmt die Mitarbeiterzufriedenheit ab und die Konflikte nehmen zu.
Beruhend auf den aufgeführten Studienergebnissen zeigt sich, dass sich ein Führungsstil nicht in allen Ländern gleichermaßen erfolgreich umsetzen lässt. Im Gegensatz zur Anwendung eines bevorzugten Führungsstils oder der im Unternehmen definierten Führungsleitlinien soll das interkulturelle Führen die Einstellungen und das Verhalten der zusammenarbeitenden Mitarbeiter steuern. Dabei muss sich die Führungskraft darüber bewusst sein, dass ihre im gleichkulturellen Kontexte möglicherweise bewährten Verhaltensweisen der Mitarbeiterführung im Ausland bzw. innerhalb einer multikulturellen Gruppe nicht den gewohnten Effekt haben. Führungsleitlinien, Führungsinstrumente und das Führungsverhalten müssen stattdessen dem kulturellen Kontext angepasst werden und flexibel, je nach Nationalität und Kulturzugehörigkeit der zu führenden Mitarbeiter, zum Einsatz kommen.

## Weiterführende Literatur
- Maletzke, G. (1996), Interkulturelle Kommunikation.
- Thomas, A., u. a. (2003), Handbuch Interkulturelle Kommunikation und Kooperation.
- Thomas, A. (1996), Psychologie Interkulturellen Handelns.
- Voigt, Connie (Hrsg.): Interkulturell Führen. Diversity 2.0 als Wettbewerbsvorteil. Gabal-Verlag, Offenbach 2009. ISBN 978-3-86936-004-1
- Merz, Marion (2010): Führung im interkulturellen Umfeld -die Besonderheiten im Mitarbeitergespräch, Grin Verlag, März 2010;
- Stock-Homburg, Ruth (2010): Personalmanagement: Theorien - Instrumente - Konzepte, Gabler Verlag, Wiesbaden. ISBN 978-3-8349-1986-1